# تشخيص الملاريا
المعيار الذهبي للتأكيد المختبري للإصابة بالملاريا هو الفحص المجهري للدم باستخدام اللطاخة الدموية.وعلى الرغم من أن الدم هو العينة الأكثر استخدامًا لتشخيص المرض، فقد تم التحقيق في كل من اللعاب والبول كعينات بديلة أقل اجتياحاً/توغلاً. وفي الآونة الأخيرة، تم اكتشاف تقنيات حديثة تستخدم اختبارات المستضد أو تفاعل البوليميراز المتسلسل، على الرغم من عدم تطبيقها على نطاق واسع في المناطق التي تكون الملاريا متوطنة فيها. الاختبار التشخيصي السريع (RDT) هو طريقة بديلة لتشخيص مرض الملاريا بسرعة.وبالإضافة إلى الفحص السريري، من المهم الحصول على تاريخ سفر (خلال الـ 12 شهرًا الماضية) من المرضى.غالباً ما تستخدم المناطق التي لا تستطيع تحمل تكاليف الاختبارات التشخيصية المختبرية تاريخًا من الحمى الذاتية فقط كمؤشر لعلاج الملاريا.

## اللطاخات الدموية
| النوع         | المظهر | الدورة    | Liver persistent |
| ------------- | ------ | --------- | ---------------- |
| متصورة نشيطة  |        | ثلاثية    | نعم              |
| متصورة بيضية  |        | ثلاثية    | لا               |
| متصورة منجلية |        | ثلاثية    | لا               |
| متصورة وبالية |        | حمى الربع | لا               |

التشخيص الأكثر اقتصادية وتفضيلاً وموثوقية للملاريا هو الفحص المجهري لأفلام (لطاخات) الدم لأن كل نوع من الأنواع الأربعة الرئيسية للطفيليات له خصائص مميزة. يتم استخدام نوعين من لطاخان الدم تقليديًا. اللطاخات الرقيقة تشبه لطاخات الدم المعتادة وتسمح بتحديد الأنواع لأن مظهر الطفيلي يتم الحفاظ عليه بشكل أفضل في هذا التحضير. تسمح اللطاخات السميكة لأخصائي المجهر بفحص حجم أكبر من الدم وهي أكثر حساسية بحوالي أحد عشر مرة من اللطاخة الرقيقة، لذلك فإن التقاط مستويات منخفضة من العدوى يكون أسهل على اللطاخة السميكة، لكن مظهر الطفيلي مشوه أكثر بكثير وبالتالي فإن التمييز بين الأنواع المختلفة يمكن أن يكون أكثر صعوبة. مع الأخذ في الاعتبار إيجابيات وسلبيات كل من اللطاخات السميكة والرقيقة، فمن الضروري استخدام كلتا اللطاخات أثناء محاولة إجراء تشخيص نهائي.
من خلال اللطاخة السميكة، يمكن لأخصائي المجهر المتمرس اكتشاف مستويات الطفيليات (وجود الطفيليات في الدم) بما لا يقل عن 5 طفيليات / ميكرولتر من الدم. قد يكون تشخيص الأنواع صعبًا لأن الأتروفة الطفيلية الأولية ("الشكل الحلقي") لجميع الأنواع الأربعة تبدو متشابهة ولا يمكن أبدًا تشخيص الأنواع على أساس شكل حلقي واحد؛ يعتمد تحديد الأنواع دائمًا على العديد من الأتروفات الطفيلية.[بحاجة لمصدر]
مع انخفاض انتشار الملاريا بسبب التدخلات مثل الناموسيات، تزداد أهمية التشخيص الدقيق. وذلك لأن افتراض أن أي مريض يعاني من الحمى مصاب بالملاريا يصبح أقل دقة. وعلى هذا النحو، يتم إجراء أبحاث مهمة لتطوير حلول مجهرية منخفضة التكلفة للجنوب العالمي.
تبدو المتصورة الملارية (الوبالية) والمتصورة النولسية (وهو السبب الأكثر شيوعًا للملاريا في جنوب شرق آسيا) متشابهة جدًا تحت المجهر. ومع ذلك، تزداد طفيلية المتصورة الملارية نولسي بسرعة كبيرة وتسبب مرضًا أكثر شدة من المتصورة الملارية، لذلك من المهم تحديد وعلاج العدوى بسرعة. لذلك، ينبغي استخدام الأساليب الحديثة مثل تفاعل البوليميراز المتسلسل (انظر "الأساليب الجزيئية" أدناه) أو لوحات الأجسام المضادة وحيدة النسيلة التي يمكنها التمييز بين الاثنين في هذا الجزء من العالم.

## اختبارات المستضد
بالنسبة للمناطق التي لا تتوفر فيها الطرق المجهرية، أو حيث لا يتمتع موظفو المختبر بالخبرة في تشخيص الملاريا، توجد اختبارات تجارية للكشف عن المستضدات تتطلب قطرة دم فقط. تم تطوير وتوزيع واختبار الاختبارات المناعية الكروماتوغرافية (وتسمى أيضًا: اختبارات التشخيص السريع للملاريا، أو اختبار التقاط المستضد أو "قضيب العمق") ميدانيًا. تستخدم هذه الاختبارات وخز الإصبع أو الدم الوريدي، ويستغرق الاختبار المكتمل ما مجموعه 15-20 دقيقة، وتُقرأ النتائج بصريًا على أنها وجود أو غياب خطوط ملونة على شريط القياس، وبالتالي فهي مناسبة للاستخدام في الميدان. تتراوح عتبة الكشف عن طريق اختبارات التشخيص السريع هذه في نطاق 100 طفيلي/ميكرولتر من الدم (يمكن أن تتراوح الأدوات التجارية من حوالي 0.002٪ إلى 0.1٪ طفيليات الدم) مقارنة بـ 5 بواسطة مجهر الفيلم السميك. أحد السلبيات هو أن اختبارات شريط القياس نوعية وليست كمية - يمكنها تحديد ما إذا كانت الطفيليات موجودة في الدم، ولكن ليس عددها.[بحاجة لمصدر]
كانت الاختبارات التشخيصية السريعة الأولى تستخدم نازعة هيدروجين الجلوتامات للبلازموديوم (PGluDH) كمستضد. سرعان ما تم استبدالها بنازعة هيدروجين اللاكتات للبلازموديوم (pLDH). اعتمادًا على الأجسام المضادة وحيدة النسيلة المستخدمة، يمكن لهذا النوع من الاختبار التمييز بين الأنواع المختلفة من طفيليات الملاريا البشرية، بسبب الاختلافات المستضدية بين أنزيمات pLDH الخاصة بها. يمكن أيضًا توجيه اختبارات الأجسام المضادة ضد مستضدات الملاريا الأخرى مثل HPR2 الخاص بالمتصورة المنجلية. [بحاجة لمصدر]
غالبًا ما تتضمن الاختبارات التشخيصية السريعة الحديثة للملاريا مزيجًا من مستضدين مثل مستضد محدد للمتصورة المنجلية مثل البروتين الغني بالهيستيدين II (HRP II) ومستضد محدد للمتصورة النشيطة مثل اختبار LDH من P. vivax أو مستضد حساس لجميع أنواع البلازموديوم التي تصيب البشر مثل pLDH. لا تتمتع مثل هذه الاختبارات بحساسية 100%، ويجب إجراء فحص مجهري لأفلام الدم أيضًا حيثما أمكن ذلك.[بحاجة لمصدر]

## الطرق الجزيئية
على الرغم من أن الاختبارات المجهرية والاختبارات التشخيصية السريعة (RDTs) هما الخيارين الأساسيين لتشخيص الملاريا، ولكن لا يمكن لأي من الطريقتين اكتشاف عدوى الملاريا منخفضة الكثافة، الشائعة في كل من البيئات منخفضة وعالية الانتقال.
تمكن الطرق الجزيئية في بعض المختبرات السريرية، على سبيل المثال اختبارات تضخيم الأحماض النووية (NAATs) من الكشف الحساس عن عدوى الملاريا منخفضة الكثافة (أقل من 1 طفيلي/ميكرولتر).
يمكن تقسيم استخدام اختبارات تضخيم الأحماض النووية (NAATs) على نطاق واسع إلى 4 أدوار:
- الكشف النوعي أو الكمي عن الطفيليات،
- تحديد تعددية الإصابة،
- التنميط الجيني للتمييز بين معاودة المرض (الانتكاسة) والإصابة مرة ثانية،
- اكتشاف طفرات مقاومة الأدوية.

حاليًا، توصي منظمة الصحة العالمية بأن يتم النظر في استخدام اختبارات تضخيم الأحماض النووية (NAATs) لأغراض البحث فقط حتى يتوفر المزيد من الأدلة حول التأثير الصحي العام لاكتشاف وعلاج العدوى منخفضة الكثافة.
أنواع اختبارات تضخيم الأحماض النووية:
إن تفاعل البوليميراز المتسلسل (PCR) – بما في ذلك تفاعل البوليمراز المتسلسل العشي(n) أو تفاعل البوليمراز المتسلسل بالزمن الحقيقي (RT-PCR)يسمى أيضاً تفاعل البوليمراز المتسلسل الكمي (qPCR)، أو تفاعل البوليمراز المتسلسل للنسخ العكسي (RT-PCR)ميز عن البوليمراز المتسلسل بالزمن الحقيقي (RT-PCR)أو التضخيم المتساوي الحرارة بواسطة مشرع دائري (LAMP) أو التضخيم القائم على تسلسل الأحماض النووية الكمي (QT-NASBA) – من بين اختبارات تضخيم الأحماض النووية الرئيسية التي تم تطويرها للكشف عن الملاريا. يمكن أن تقدم اختبارات تضخيم الأحماض النووية نتائج كمية ونوعية، كما تم تطوير العديد من الاختبارات لتمكين الكشف المحدد عن الطفيليات في المرحلتين الجنسية واللاجنسي. يحتوي جين الحمض النووي الريبي الريبوزومي 18S على تسلسلات فريدة تمكن من تحديد جميع الأنواع الخمسة من الملاريا التي تصيب البشر – المتصورة المنجلية، والمتصورة النشيطة، والمتصورة البيضاوية، والمتصورة الملارية، والمتصورة النولسية – وبالتالي فهي مستهدفة بشكل شائع للتضخيم.
قد تختلف اختبارات NAAT وفقًا للمعدات والبنية الأساسية المطلوبة، ومعالجة العينات قبل التضخيم، ودرجة حرارة التفاعل، والوقت اللازم للحصول على النتيجة، وسهولة الاستخدام، وحد الكشف، أو التكلفة. ومع ذلك، تتضمن جميع الاختبارات نفس الخطوات بشكل عام لاستخدامها. تتطلب معظمها خطوة استخلاص الحمض النووي تليها عملية التضخيم، والتي قد تحدث عند درجة حرارة واحدة أو عن طريق التبديل عبر درجات حرارة مختلفة. اعتمادًا على الطريقة المختارة، يمكن تحديد الكشف أو التحديد الكمي بأي من الطرق التالية:
- بصريًا على هلام الأجار المضاء تحت ضوء الأشعة فوق البنفسجية،

- من خلال فحص أنابيب التفاعل في مقياس العكارة، أو

- من خلال دمج العلامات الفلورية في التفاعل، مما يسمح بمراقبة مستمرة في الوقت الفعلي لإنتاج المنتج أثناء التضخيم، يليه المقارنة مع عناصر التحكم المعاير المعروفة.

تفاعل البوليميراز المتسلسل (والطرق الجزيئية الأخرى) أكثر دقة من المجهر. ومع ذلك، فهي مكلفة وتتطلب مختبرًا متخصصًا. علاوة على ذلك، فإن مستويات الطفيليات في الدم لا ترتبط بالضرورة بتطور المرض، وخاصة عندما يكون الطفيلي قادرًا على الالتصاق بجدران الأوعية الدموية. لذلك، هناك حاجة إلى تطوير أدوات تشخيص أكثر حساسية ومنخفضة التقنية من أجل الكشف عن مستويات منخفضة من الطفيليات في المجال. 
هناك نهج آخر يتمثل في الكشف عن المنتج الثانوي لبلورات الحديد للهيموجلوبين الموجود في طفيليات الملاريا التي تتغذى على خلايا الدم الحمراء، ولكنها لا توجد في خلايا الدم الطبيعية. يمكن أن تكون أسرع وأبسط وأكثر دقة من أي طريقة أخرى. نشر باحثون في جامعة رايس دراسة ما قبل السريرية لتقنيتهم الجديدة التي يمكنها اكتشاف خلية واحدة مصابة بالملاريا بين مليون خلية طبيعية.يزعمون أنه يمكن تشغيلها بواسطة أفراد غير طبيين، ولا تنتج قراءات إيجابية كاذبة، ولا تحتاج إلى إبرة أو أي ضرر.

## الإفراط في التشخيص والتشخيص الخاطئ
لقد وثقت العديد من الدراسات الحديثة الإفراط في تشخيص الملاريا كمشكلة مستمرة على مستوى العالم، ولكن بشكل خاص في البلدان الأفريقية.ويؤدي الإفراط في التشخيص إلى تضخم معدلات الملاريا الفعلية المبلغ عنها على المستويين المحلي والوطني. وتميل المرافق الصحية إلى الإفراط في تشخيص الملاريا لدى المرضى الذين يعانون من أعراض مثل الحمى، بسبب التصورات التقليدية مثل "أي حمى تعادل الملاريا" والقضايا المتعلقة بالاختبارات المعملية (على سبيل المثال ارتفاع معدلات الإيجابية الكاذبة للتشخيص من قبل أفراد غير مؤهلين). يؤدي الإفراط في تشخيص الملاريا إلى سوء إدارة الحالات الأخرى المسببة للحمى،والإفراط في وصف الأدوية المضادة للملاريا والمبالغة في تصور ارتفاع معدل انتشار الملاريا في المناطق التي لم تعد موبوءة بهذا المرض.

## التشخيص الذاتي
غالبًا ما تستخدم المناطق التي لا تستطيع تحمل تكاليف الاختبارات التشخيصية المعملية تاريخًا من الحمى الذاتية فقط كمؤشر لعلاج الملاريا. باستخدام لطاخات الدم الملطخة بصبغة جيمسا من الأطفال في ملاوي، أظهرت إحدى الدراسات أنه عند استخدام التنبؤات السريرية (درجة حرارة المستقيم وشحوب فراش الظفر وتضخم الطحال) كمؤشرات علاجية، بدلاً من استخدام تاريخ الحمى الذاتية فقط، زاد التشخيص الصحيح من 2% إلى 41% من الحالات، وانخفض العلاج غير الضروري للملاريا بشكل كبير.

## التشخيص التفريقي
في بعض الأحيان، يتم تشخيص الحمى والصدمة الإنتانية بشكل خاطئ على أنهما مرض ملاريا حاد، مما يؤدي إلى الفشل في علاج أمراض أخرى تهدد الحياة. في المناطق المتوطنة بالملاريا، لا يضمن وجود الطفيليات في الدم تشخيص الملاريا الحادة، لأن وجود الطفيليات في الدم قد يكون عرضيًا لأمراض أخرى متزامنة. تشير التحقيقات الحديثة إلى أن اعتلال الشبكية الملاري أفضل (حساسية جماعية تبلغ 95٪ وخصوصية 90٪) من أي سمة سريرية أو مختبرية أخرى في التمييز بين الغيبوبة الملارية وغير الملارية.